# Tutto o niente/Dai
Tutto o niente/Dai è il primo singolo di Marisa Sannia, pubblicato nel 1966, dalla casa discografica Fonit Cetra. I brani musicali sono stati eseguiti dall'orchestra con la direzione di Mario Migliardi e con I 4 + 4 di Nora Orlandi.
Il brano Tutto o niente è stato presente alla trasmissione televisiva Scala reale nel 1966

## Tracce
1. Tutto o niente (Sergio Bardotti e Sergio Endrigo)
2. Dai (Bruno Canfora e Lina Wertmüller)